# (86) Sèmele
Semele (sem'-i-lee) és l'asteroide núm. 86 de la sèrie, descobert el 4 de gener del 1866 per l'astrònom alemany Friedrich Tietjen a Berlín. Fou el seu primer i únic asteroide descobert. És un asteroide gran i molt fosc del cinturó principal, probablement compost per carbonats. El seu nom prové de Sèmele, la mare mortal de Dionís de la mitologia grega.